# Оливия Борле
Оливия Борле (на френски: Olivia Borlée) е белгийска лекоатлетка специализирана в бягането на 200 метра. Тя е родена в Синт Ламбрехтс - Волюве, Белгия през 1986.
Досегашните и успехи са:
- Сребро на Лятната олимпиада в Бейджинг, Китай на 4х100 метра щафета.
- Бронз на Световното първенство по лека атлетика през 2007 в Осака, Япония на 4х100 метра щафета в състава с Ким Геверт, Хана Мариен и Елоди Уедрауго.

Нейният персонален рекорд на 200 метра е 22, 98 сек. 
Оливия има двама братя – Джонатън Борле и Кевин Борле, които също са атлети, чиито треньор е баща им Хак Борле. 